# Atissa oahuensis
Atissa oahuensis är en tvåvingeart som beskrevs av Cresson 1948. Atissa oahuensis ingår i släktet Atissa och familjen vattenflugor. Inga underarter finns listade i Catalogue of Life.